# Erastria albosignata
Erastria albosignata là một loài bướm đêm trong họ Geometridae.